# Wynonna Earp
Wynonna Earp je americko-kanadský fantastický hororový televizní seriál natočený na motivy stejnojmenné knižní série od spisovatele Beaua Smitha. Tvůrkyní seriálu je Emily Andrasová. V hlavní roli je obsazena Melanie Scrofanoová. V USA měl seriál premiéru 1. dubna 2016 na stanici Syfy a v Kanadě měl mít 28. března 2016 na CHCH-DT, avšak ta byl přesunuta na 4. duben téhož roku.
Dne 23. července 2016 bylo na San Diego Comic-Con oznámeno, že seriál získal druhou řadu. Původních deset dílů bylo v říjnu 2016 změněno dvanáct, tedy o dva více než bylo plánováno. 15. dubna 2017 se v Kanadě přesunul seriál ze stanice CHCH-DT na stanici Space. V očekávání premiéry druhé řady začala stanice Space vysílat první ve stejnou dobu se speciálním dvojdílem. Druhá řada měla premiéru na americké stanici Syfy a kanadské Space ve stejný den a čas, tj. dne 9. června 2017 v 20:00.
Dne 22. července 2017 oznámil David Ozer, prezident společnosti IDW Entertainment, na San Diego Comic-Con, že seriál získal třetí řadu s premiérou v roce 2018. Stejný den oznámila stanice Space, že spolu se Syfy objednaly dvanáct dílů pro třetí řadu. Andras přičetl obnovení seriálu "vášnivým fanouškům Wynonny Earp", jež se přezdívají Earperové. První díl třetí řady byl speciálně zveřejněn už 16. července, přičemž řada měla oficiálně premiéru až 20. července 2018 na Syfy a Space.
21. července 2018 bylo na conu SDCC oznámeno, že stanice Syfy a Space objednaly čtvrtou řadu. Řada bude čítat dvanáct dílů, které budou mít premiéru v roce 2019. Dne 22. února 2019 bylo médii ohlášeno, že se kvůli finančním problémům společnosti IDW Entertainment pozastavuje produkce čtvrté řady.

## Příběh
Wynonna Earp, jež je pra-pravnučkou známého šerifa Wyatta Earpa, bojuje s démony a dalšími nadpřirozenými bytostmi, kteří se znovuzrodili. Ty obývají prokleté území nedaleko Kanadských skalnatých hor Ghost River Triangle, které zahrnuje i její domovské město Purgatory. Na svých 27. narozeninách zdědila sílu k použití revolveru "Peacemaker", aby navrátila všechny bytosti zpátky do pekla. Ona, její revolver a blízký kruh přátel jsou jediní, kdo dokáží dostat zlo ke spravedlnosti. Je zrekrutována tajnou vládní organizací Black Badge, kterou vede zvláštní agent Xavier Dolls. Postupně se k ní připojí také Doc Holliday a její sestra, Waverly Earp. Od policie jim pomáhá Waverlyna přítelkyně a šerifka Nicole Haught.

## Obsazení

### Hlavní role
- Melanie Scrofano jako Wynonna Earp: pra-pravnučka Wyatta Earpa, která zdědila sílu k použití revolveru „Peacemaker“. Ve finále druhé řady se jí narodilo dítě, které propašovala z Ghost River Triangle. (1. řada–dosud)
- Shamier Anderson jako maršál Xavier Dolls: zvláštní agent tajné organizace Black Badge, který je mutantem člověka a ještěra. Ve třetí řadě je zabit revenantem. (1.–3. řada)
- Tim Rozon jako Doc Holliday: slavný parťák Wyatta Erpa, který byl proklet čarodějnicí a nesmrtelností. Ve třetí řade se stal upírem. (1. řada–dosud)
- Dominique Provost-Chalkley jako Waverly Earp: Wynonnina mladší nevlastní setra, která byla posvěcena andělem, takže není skutečným Earpem. Je odborníci na antickou historii a přítelkyní Nicole. (1. řada–dosud)
- Katherine Barrell jako strážník Nicole Haught: zástupkyně šerifa města Purgatory, která se postupem času stane přítelkyní Waverly. Spolupracuje s Black Badge a ve třetí řadě je povýšena na šerifa. (1.–3. řada vedlejší, 3. řada–dosud hlavní)

### Vedlejší role
- Greg Lawson jako šerif Randy Nedley: šerif města Purgatory. Je si vědom nadpřirozena, které se odehrává ve městě. (1. řada–dosud)
- Michael Eklund jako Bobo Del Rey (rodným jménem Robert Svane): vůdce revenantů a bývalý kamarád Wyatta Erpa. V první řadě byl zabit Wynonnou, avšak ve druhé byl nečekaně oživen. (1. řada–dosud)
- Rayisa Kondracki jako Constance Clootie: čarodějnice známá jako Stone Witch. (1. řada–dosud)
- Kate Drummond jako agentka Lucado: Dollsova nadřízená v Black Badge. Byla zabita démonem. (1.–2. řada)
- Natalie Krill jako Willa Earp: Wynonnina a Waverlyna starší sestra, která je schopna použít revolver "Peacemaker". Je milosrdně zabita ve finále první řady Wynonnou. (1. řada)
- Shaun Johnston jako Juan Carlo: nestárnoucí kněz města Purgatory. Je milosrdně zabit Dollsem, protože byl těžce zraněn Vdovami/The Widows. (1.–3. řada)
- Varun Saranga jako Jeremy Chetri: vědec organizace Black Badge, který pomáhá Earpům. (2. řada–dosud)
- Tamara Duarte jako Rosita Bustillos: revenant a Docova přítelkyně, která je zběhlá v biochemii a inženýrství. Ve druhé řadě se přidala do týmu, avšak ve finále je zradila. (2. řada)
- Dani Kind jako Mercedes Gardner: Wynonnina bohatá kamaráda ze střední, která je hlavou rodiny Gardnerů. Jí a její sestře Beth jsou démonickými pavouky (Vdovy/The Widows) ukradnuty tváře, takže její lidské tělo leží v kómatu. Vdova, která ji ukradla tvář, je zabita Wynonnou ve finále druhé řady. (2. řada–dosud)
- Caleb Ellsworth-Clark jako Tucker Gardner: mladší bratr Gardnerovic sester, který je posedlý Waverly. Je zabit vdovou, jež posedla Beth Gardnerovou. (2. řada)
- Meghan Heffern jako Beth Gardner: mladší z Gardnerovic sester. Jí a její sestře Mercedes jsou démony ukradnuty tváře, avšak vdovy její tělo nezanechaly v kómatu a rovnou ho zabily. Vdova Beth je zabita Wynonnou ve finále druhé řady. (2. řada)
- Megan Follows jako Michelle Gibson Earp: matka sester Earpových. Michelle je dobrovolnící v institutu Ghost River, psychiatrickém zařízení s vysokou ostrahou. (3. řada–dosud)
- Chantel Riley jako Kate (Katalin) „Contessa“ : manželka Doca Hollidaye. Kate se po zmizení Doca proměnila v upíra a vrátila se do Purgatory, kde zjistila, že je naživu. (3. řada–dosud)
- Jean Marchand jako Bulshar Clootie (3. řada)
- Sebastian Pigott jako Charlie/Julian (3. řada)

## Přehled řad
| Řada | Díly | Premiéra v USA    | Premiéra v USA  |
| Řada | Díly | První díl         | Poslední díl    |
| ---- | ---- | ----------------- | --------------- |
| 1    | 13   | 1. dubna 2016     | 24. června 2016 |
| 2    | 12   | 9. června 2017    | 25. srpna 2017  |
| 3    | 12   | 16. července 2018 | 28. září 2018   |
| 4    | 13   | 26. července 2020 | 9. dubna 2021   |

### Vysílání
Seriál měl ve Spojeném království premiéru na televizní stanici Spike 29. července 2016 ve 21:00. V Austrálii měl premiéru na stejnojmenné australské verzi stanice Spike 5. února 2017.
Druhá řada měla ve Spojeném království premiéru na stanici Spike 13. června 2017 ve 22:00 a třetí řada na 5Spike 27. července 2018 ve 22:00.
Seriál je mezinárodně distribuován streamovací službou Netflix.

## Produkce
V červenci 2015 získala televizní stanice Syfy americká práva na seriál Wynonna Earp. Spolu s produkčními společnostmi SEVEN24 Films a IDW Entertainment objednala 13 dílů. Práva na mezinárodní distribuci získalo v září 2015 Dynamic Television. Dne 30. září 2015 bylo společností SEVEN24 Films oznámeno, že práva na vysílání seriálu v Kanadě získala nezávislá televizní stanice CHCH-DT.
Do hlavních rolí byli spolu s Melanie Scrofanovou obsazeni Tim Rozon jako Doc Holliday a Shamier Anderson jako agent Dolls. Dominique Provost-Chalkleyová byla obsazena do role Waverly Earp. Do vedlejších rolí byli vybráni Michael Eklund jako padouch Bobo Del Rey a Katherine Barrellová jako strážník Nicole Haught.
Hudební znělkou seriálu se stala píseň "Tell That Devil" od Jilla Andrewse, přičemž názvy dílů jsou založeny na country písních.
V červenci 2016 získala společnost Viacom International Media Networks vysílací práva seriálu Wynonna Earp na jejich nadnárodní televizních stanicích Spike. V březnu 2017 Bell Media oznámila, že koproducentem seriálu bude nově kanadská televizní stanice Space.

### První řada
Natáčení první řady začalo 14. září 2015 a skončilo 12. února 2016. Natáčelo se zejména ve městě Calgary a jeho okolí, v provincii Albertě, která se nachází v Kanadě. Mezi další lokace patří například města Bridgeland a Inglewood či historický park Heritage. Didsbury v Albertě bylo v seriálu použito jako malé město Purgatory.
Syfy zveřejnilo první propagační obrázky a synopsi 6. listopadu 2015. Teaser byl vydán společností IGN v lednu 2016.
Seriál měl na Syfy premiéru 1. dubna 2016 a na CHCH-DT 4. dubna 2016.

### Druhá řada
Po prodloužení seriálu pro druhou řadu se zjistilo, že herečka Melanie Scrofanová je těhotná. Tvůrkyně seriálu Emily Andrasová se tedy rozhodla její těhotenství zahrnout do děje a informovala o tom IDW Entertainment. To se Syfy nakonec dohodlo a stanice zvýšila původních deset dílů na dvanáct.
Druhá řada se natáčela ve městě Calgary a jeho okolí od 12. prosince 2016 do 13. dubna 2017. Mezi další natáčecí lokace patří také město Springbank v Albertě. Do vedlejších rolí se přidaly Varun Sarangaová jako Jeremy Chetri a Tamara Duarteová jako Rosita.
Ukázka z traileru byla zveřejněna už 1. dubna 2017, avšak sám trailer byl oficiálně vydán až 19. května 2017 společností IGN. Propagační plakáty k druhé řadě byly zveřejněny 24. května 2017 stanicí Syfy.
Řada měla premiéru 9. června 2017 na Syfy a Space.

### Třetí řada
Třetí řada se natáčela od 15. ledna 2018 do 7. května 2018. Dne 5. února 2018 bylo oznámeno, že herečka Megan Follows je v castingu na roli Michelle Earp, matky Wynonny Earp.
V březnu 2018 bylo stanicemi Syfy a Space oznámeno, že se do seriálu připojí herečka Zoie Palmerová v hostující roli Jolene a Chantel Rileyová si zahraje ve vedlejší roli lovkyni odměn Kate. 24. dubna 2018 Bell Media oznámila, že hudebník Jann Arden byl obsazen jako Bunny Loblaw, člen městské rady města Purgatory. 
Prvotní plakáty řady byly spolu s fotkami hereckého obsazení vydány dne 5. června 2018. Syfy vydalo trailer 8. června 2018, přičemž stanice Space vydala trailer o 7 dní později a to 15. června. Názvy dílů byly zveřejněny 19. června 2018.
Třetí řada měla premiéru 20. července 2018 na stanicích Syfy a Space. První díl třetí řady byl na Syfy odvysílán dříve, dne 16. července 2018 ve 23:00 EST.

### Čtvrtá řada
Dne 22. února 2019 bylo médii ohlášeno, že se kvůli finančním problémům společnosti IDW Entertainment pozastavuje produkce čtvrté řady.

## Vydání
Seriál Wynonna Earp začal být dostupný na Amazon Video 6. května 2016.
V prosinci 2016 Jordy Randall, producent společnosti SEVEN24 Films, oznámil deníku Calgary Herald, že první řada bude dostupná na streamovací službě Netflix. V USA byl seriál zveřejněn na Netflixu 1. dubna 2017 a v Kanadě 5. dubna 2017.
První řada byla vydána na DVD pro čtvrtý region a Blu-ray pro region B společností Roadshow Entertainment 3. května 2017. Druhá řada byla vydána na DVD pro čtvrtý region a Blu-ray pro region B společností Roadshow Entertainment 1. listopadu 2017.
Crowdfundingová kampaň na Blu-ray pro region free byla založena 23. května 2017 společností IDW Entertainment na Indiegogo.

## Přijetí

### Nominace a ocenění
Cena Aurora
| Rok  | Kategorie                                        | Oceněný                       | Výsledek          | Zdroj   |
| ---- | ------------------------------------------------ | ----------------------------- | ----------------- | ------- |
| 2018 | Best Visual Presentation – Wynonna Earp Season 2 | Emily Andrasová a Brad Wright | dosud nevyhlášeno | [ 101 ] |

Cena Canadian Screen
| Rok  | Kategorie                                             | Oceněný | Výsledek  | Zdroj                                   |
| ---- | ----------------------------------------------------- | --- | --------- | --------------------------------------- |
| 2017 | Best Writing in a Dramatic Series                     | Emily Andrasová (díl: "Purgatory") (stanice: CHCH) | nominace  | [ 102 ] [ 103 ] [ 104 ] [ 105 ] [ 106 ] |
| 2017 | Best Achievement in Make-Up                           | Joanne Jacobsenová a Jo-Dee Thomsonová (díl: "Diggin' Up Bones")                                                                                           | nominace  | [ 102 ] [ 103 ] [ 104 ] [ 105 ] [ 106 ] |
| 2017 | Best Costume Design                                   | Jennifer Haffendenová (díl: "Keep the Home Fires Burning")                                                                                                 | nominace  | [ 102 ] [ 103 ] [ 104 ] [ 105 ] [ 106 ] |
| 2017 | Best Original Music Score for a Series                | Robert Carli a Peter Chapman (díl: "House of Memories") | nominace  | [ 102 ] [ 103 ] [ 104 ] [ 105 ] [ 106 ] |
| 2017 | Best Visual Effects                                   | Geoff Scott, William Garrett, Sarah Wormsbecherová, Eric Doiron, Nathan Larouche, Anthony DeChellis a Lon Molnar (díl: "I Walk the Line")                  | nominace  | [ 102 ] [ 103 ] [ 104 ] [ 105 ] [ 106 ] |
| 2017 | Best Cross-Platform Project – Fiction (Digital Media) | Wynonna Earp Interactive, Daniel Dales, Jarrett Sherman, Alex Lalondeová, Jordy Randall a Emily Andrasová (produkční společnost: Digital Howard Inc.)      | vítězství | [ 107 ] [ 108 ]                         |
| 2018 | Best Writing, Drama Series                            | Emily Andrasová (díl: "I Hope You Dance") (stanice: Space)                                                                                                 | nominace  | [ 109 ] [ 110 ]                         |
| 2018 | Best Cross-Platform Project, Fiction                  | Wynonna Earp Digital, Daniel Dales, Jarrett Sherman, Alex Lalondeová, Emily Andrasová, Jordy Randall a Tom Cox (produkční společnost: Digital Howard Inc.) | vítězství | [ 111 ] [ 112 ]                         |

Cena Dragon
| Rok  | Kategorie                                 | Oceněný      | Výsledek | Zdroj   |
| ---- | ----------------------------------------- | ------------ | -------- | ------- |
| 2017 | Best Science Fiction or Fantasy TV Series | Wynonna Earp | nominace | [ 113 ] |

Mediální cena GLAAD
| Rok  | Kategorie                | Oceněný      | Výsledek | Zdroj   |
| ---- | ------------------------ | ------------ | -------- | ------- |
| 2017 | Outstanding Drama Series | Wynonna Earp | nominace | [ 114 ] |

Cena Rockie
| Rok  | Kategorie                  | Oceněný      | Výsledek | Zdroj           |
| ---- | -------------------------- | ------------ | -------- | --------------- |
| 2017 | Sci-Fi, Fantasy and Action | Wynonna Earp | nominace | [ 115 ] [ 116 ] |

Cena Rosie
| Rok  | Kategorie                                  | Oceněný                                                                                              | Výsledek  | Zdroj                   |
| ---- | ------------------------------------------ | --- | --------- | ----------------------- |
| 2017 | Best Dramatic Series                       | Tom Cox a Jordy Randall, producenti, SEVEN24 Films                                                   | vítězství | [ 117 ] [ 118 ] [ 119 ] |
| 2017 | Best Performance by an Alberta Actor       | Peter Skagen (díl: "Leavin On Your Mind")                                                            | nominace  | [ 117 ] [ 118 ] [ 119 ] |
| 2017 | Best Performance by an Alberta Actor       | Shaun Johnston (díl: "Landslide")                                                                    | nominace  | [ 117 ] [ 118 ] [ 119 ] |
| 2017 | Best Overall Sound (Drama Over 30 Minutes) | Michael Playfair, Robert "Arjay" Joly, Steve Forst a Paul Shubat (díl: "I Walk the Line")            | nominace  | [ 117 ] [ 118 ] [ 119 ] |
| 2017 | Best Production Designer/Art Director      | Trevor Smith (díl: "Two-Faced Jack")                                                                 | nominace  | [ 117 ] [ 118 ] [ 119 ] |
| 2017 | Best Costume Designer                      | Jennifer Haffendenová (díl: "She Wouldn't Be Gone")                                                  | nominace  | [ 117 ] [ 118 ] [ 119 ] |
| 2017 | Best Make-Up & Hair Artist(s)              | Joanne Jacobsenová, Jo-Dee Thomsonová, Gunther Schetterer a Linda Nelsonová (díl: "Diggin Up Bones") | nominace  | [ 117 ] [ 118 ] [ 119 ] |

Cena WGC Screenwriting
| Rok  | Kategorie                        | Oceněný                                               | Výsledek  | Zdroj           |
| ---- | -------------------------------- | ----------------------------------------------------- | --------- | --------------- |
| 2017 | Best Script from a Rookie Series | Alexandra Zarownyová (díl: "Bury Me With My Guns On") | vítězství | [ 120 ] [ 121 ] |

### Soutěže
E! Online
| Rok  | Kategorie             | Oceněný             | Výsledek  | Zdroj   |
| ---- | --------------------- | ------------------- | --------- | ------- |
| 2017 | Girl on Top           | Melanie Scrofanoová | vítězství | [ 122 ] |
| 2018 | TV's Top Leading Lady | Melanie Scrofanoová | vítězství | [ 123 ] |